# Lola Olufemi
Lola Olufemi (  /ɒluˈfɛmi/; Londres. 1996) es una escritora británica. Organizadora de la Biblioteca Feminista de Londres, sus trabajos han sido publicados en numerosas revistas y periódicos nacionales e internacionales. Es autora de Experiments in Imagining Different y Feminism, Interrupted: Disrupting Power y coeditora de A FLY Girl's Guide to University: Being a Woman of Colour at Cambridge and Other Institutions of Power and Elitism .

## Trayectoria
Olufemi nació y creció en Londres  aunque su hogar familiar está en Edmonton. Asistió a la Enfield County School y estudió inglés en Selwyn College, Cambridge. Fue responsable de la Mujer en el Sindicato de Estudiantes de la Universidad de Cambridge y una de las impulsoras de FLY, la red universitaria para mujeres y personas de color no binarias.
Se doctoró en 2024, con la tesis titulada But... The Luminous Tree: The Uses of the Imagination in Resistant Cultural Production. Su investigación fue financiada por la Beca de Doctorado Colaborativa TECHNE AHRC con la Universidad de Westminster y la Fundación Stuart Hall.

## Carrera profesional
Olufemi ha trabajado e investigado sobre una gran variedad de temas, como son: arte y cultura; feminismo, género y sexismo, incluyendo los movimientos Huelga de Mujeres y Time's Up; igualdad alimentaria,justicia climática y raza; racismo, incluyendo trabajos de activismo radical negro británico; y temas de educación superior, incluyendo justicia institucional y acoso sexual en universidades, y prácticas descolonizadoras en educación superior, lo que le supuso ser objetivo de un acoso sexista y racista, cruel y engañoso, por parte de la prensa británica más conservadora.
El poeta Jay Bernard entrevistó a Olufemi para la librería Housmans Bookshop y ambos debatieron sobre el "espíritu internacionalista de los movimientos feministas negros en los años 70 y 80", relacionando las luchas feministas como las protestas contra la violencia sexual con la oposición al colonialismo de asentamiento.
Olufemi, junto con Che Gossett y Sarah Shin, organizó un programa de un mes de duración de charlas y eventos bajo el título "La revolución no es un acontecimiento único" en el verano de 2020. El acto de presentación, organizado por Silver Press el 9 de junio de 2020, consistió en una recaudación de fondos para la liberación de los negros. El evento fue organizado por Akwugo Emejulu y contó con la participación de Che Gossett, Helena Rubinstein, Ru Kaur, Olufemi y Amrit Wilson en una conversación.
Olufemi es miembro de "Bare Minimum", un colectivo artístico interdisciplinario y antiobrero. La Tate Modern le ha encargado que dirija un taller feminista en colaboración con la Biblioteca Feminista de Londres.
Olufemi cita a varias pensadoras y colectivos feministas, transinclusivos, y feministas negras que han sido referentes para ella a través de sus entrevistas y sus trabajos, entre ellas: Angela Davis, Ann Oakley, Assata Shakur, Audre Lorde, el Brixton Black Women's Group, los British Black Panthers, Claudia Jones, el Combahee River Collective, Gail Lewis, los Grunwick Strikers, Judith Butler, Kate Millett, Liz Obi, Olive Morris, OWAAD, Saidya Hartman, Stella Dadzie, Shulamith Firestone, Silvia Federici, Selma James, los Young Lords y Sylvia Wynter.
En 2020 publicó Feminismo interrumpido, donde la autora imagina un mundo en el que la calidad de vida no está relacionada con la riqueza acumulada, donde no es necesario vender tu trabajo, y donde no existen las fronteras.
Ha participado en el ensayo Ganar el mundo junto a Verónica Gago, Françoise Vergês, Djamila Ribeiro, Sayak Valencia, Zahara Ali, Rama Salla Dieng y Silvia Federici, en el que se presenta un fenimismo que se reconoce como un campo de resistencia y transformación social. Olufemi hace una revisión de la trayectoria de las diferentes organizaciones feministas y comunistas negras en el Reino Unido.